# Leanne Payneová
Leanne Payneová (Payne, 26. června 1932 Omaha – 18. února 2015 Carol Stream) byla americká teoložka, duchovní a spisovatelka. Byla jednou z klíčových osob Vnitřního uzdravení, jednoho z charismatických hnutí.
Narodila se v Omaze na americkém středozápadě během velké hospodářské krize do rodiny kuchaře a lékárníka Roberta Hugha Mabreyho a jeho manželky Forrest Irene Williamsonové. Její předci byli anglikáni z Anglie a Skotska. Ve věku tří let jí zemřel otec a matka se pak s ní i její mladší sestrou přestěhovala do Little Rocku v Arkansasu, odkud pocházela.
V 15 letech se provdala za Williama Payneho, s kterým měla dceru Deborah. Později se rozvedli.
Zhruba ve věku 25 let se Payneová stala znovuzrozenou křesťankou. V roce 1963 se stala na více než čtyřicet let studentskou poradkyní na Wheatonově koleji. V letech 1965–1974 přitom získala postupně bakalářský a magisterský titul z teologie na Arkansaské univerzitě.
Od roku 1974 na Wheatonově koleji učila, nejprve jako asistentka anglisty Clyda Samuela Kilbyho, který se specializoval na studium tvorby Inklingů, především Cliveho Staplese Lewise a Johna Ronalda Reuela Tolkiena. Sama Payneová se pak stala hlubokou znalkyní Lewisova díla.
Už od počátku svého působení na Wheatonově koleji byla členkou modlitební skupiny vedené Richardem Winklerem a ten Payneovou v roce 1973 seznámil s Agnes Sanfordovou, zakladatelkou hnutí Vnitřní uzdravení, s kterou pak také později spolupracovala.
Svou první knihu Skutečný a přítomný: Myšlenkový svět C.S.Lewise (v originále Real Presence: The Christian Worldview of C. S. Lewis as Incarnational Reality) napsala v roce 1979. Česky ji vydal v roce 2006 Návrat domů v překladu Jana Šramla. Stejné nakladatelství vydalo později i některé další knihy, většinou v překladu Dana Drápala.